# Georg Steller
Georg Wilhelm Steller (Bad Windsheim, Baviera, 10 de março de 1709 – Tiumen, 23 de novembro de 1746) foi um naturalista, botânico, zoólogo, médico e explorador alemão, que explorou a Sibéria e o Mar de Bering ao serviço da Rússia. Steller foi anexado a uma expedição russa que deixou Kamchatka em dois navios para explorar a "Grande Terra" ao leste, hoje chamado de Alasca.

## Vida e obra

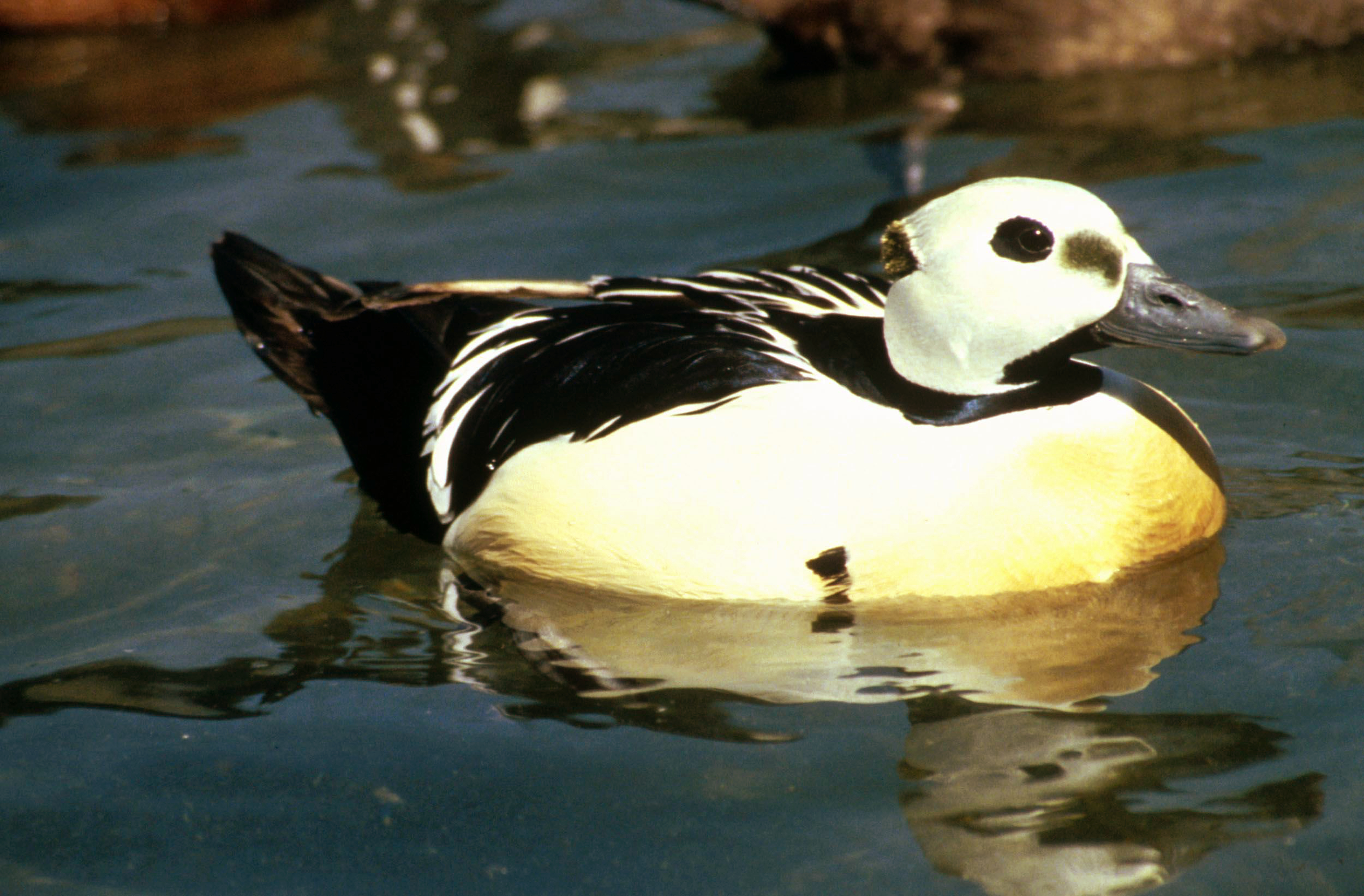
O pato de Steller foi uma das muitas espécies descritas por este naturalista na sua viagem ao Alasca.

Steller nasceu na vila de Windsheim, próximo de Nuremberga, filho de Johann Jakob Stöhler, um cantor luterano. Ele foi educado na escola em Windsheim, de 1713 a 1729 e estudou botânica na Universidade de Wittenberg de 1731 a 1734 e medicina na Universidade de Halle. Em 1734, viajou para a Rússia, onde se tornou membro da Academia de Ciência de São Petersburgo. Dois anos depois aceitou o convite para integrar a expedição de Vitus Bering que se iria dedicar à exploração da costa ártica da Sibéria. Steller conheceu Bering em agosto de 1740, e em setembro do mesmo ano, a expedição partiu da Península de Kamchatka. A experiência foi positiva e no ano seguinte, Bering convidou Steller para o acompanhar na viagem que pretendia realizar à costa oeste americana.
Durante esta viagem, Bering cartografou pela primeira vez a costa do Alasca e muitas das ilhas Aleutas. Steller foi o primeiro naturalista a visitar a região e descreveu inúmeras espécies novas de plantas e animais, incluindo o dugongo-de-steller, extinto pouco tempo depois da sua descoberta. Apesar dos sucessos científicos, a expedição não estava a correr bem, devido à escassez de alimentos e ao escorbuto que começava a afectar a tripulação. A aproximação do Inverno também tornava as circunstâncias cada vez mais difíceis e Bering ordenou por isso o regresso à Rússia.
A 5 de novembro de 1741, a o navio St. Peter encalhou na costa da ilha de Bering, baptizada então com o nome do capitão. A tripulação abandonou o navio, que uma semana depois foi despedaçado pelo mar contra as rochas da ilha. A situação foi de mal a pior e muitos membros da expedição, incluindo Bering, morreram de frio ou escorbuto. Os sobreviventes conseguiram subsistir graças à fauna abundante da ilha que incluía, por exemplo, o cormorão-de-lunetas uma ave pelecaniforme muito lenta em terra e fácil de caçar. Neste entretanto, Steller arranjou tempo para escrever o seu único livro De Bestis Marinis, sobre a fauna e flora da ilha. Na Primavera, Steller organizou os sobreviventes e conseguiu construir uma embarcação que conseguiu chegar à Kamchatka depois de meses no mar. A expedição custara a vida a mais de metade dos homens que a tinham integrado.
Steller sobreviveu e passou os dois anos seguintes a explorar a península da Kamchatka. No regresso a São Petersburgo adoeceu de uma febre desconhecida e morreu em Tiumen no fim de 1746. Os seus diários da expedição ao Mar de Bering foram depois publicados por Peter Simon Pallas, que descreveu oficialmente muitas das espécies observadas pela primeira vez por Steller.

## Descobertas e homônimos
Georg Steller descreveu uma série de animais e plantas, alguns dos quais levam seu nome, seja no nome comum ou científico:
- Éder de Steller (Polysticta stelleri)
- Gralha-de-steller (Cyanocitta stelleri)
- Lontra-marinha (Enhydra lutris)
- Águia-marinha-de-steller (Haliaeetus pelagicus)
- Albatroz-de-cauda-curta
- Vaca marinha de Steller (Hydrodamalis gigas)
- Leão-marinho-de-steller (Eumetopias jubatus)
- Sculpin de Steller
- Chiton Gumboot (Cryptochiton stelleri)
- Artemisia stelleriana)
- Stellera L. (Thymelaeaceae)
- Stellerite (um mineral do grupo das zeólitas)
- Restella Pobed. (Thymelaeaceae[4])

Steller Secondary School em Anchorage, Alasca é nomeado para Steller, assim como Mount Steller em 58°25′47"N 154°23′29"W.

## Publicações
- Stellers, Georg Wilhelm (1751). «De Bestiis Marinis». Novi Commentarii Academiae Scientiarum Imperialis Petropolitanae (em latim). 2: 289–398
- Stellers, Georg Wilhelm (1753). Georg Wilhelm Stellers ausführliche Beschreibung von sonderbaren Meerthieren, mit Erläuterungen und Nöthigen Kupfern versehen (em alemão). Halle: In Verlag Carl Christian Kümmel. doi:10.5962/bhl.title.119923
- Steller, Georg Wilhelm (1988). Journal of a Voyage with Bering, 1741-1742. Stanford University Press.